# Daniel Smiljkovic
Daniel „SmilleThHero“ Smiljkovic ist ein professioneller deutscher Pokerspieler. Er gewann 2021 ein Bracelet bei der World Series of Poker Online.

## Pokerkarriere
Smiljkovic stammt aus Filderstadt bei Stuttgart. Er spielt seit Dezember 2011 Onlinepoker und ist vor allem unter seinem Nickname SmilleThHero bekannt, den er u. a. bei  PokerStars nutzt. Auf der Plattform hat er sich mit Turnierpoker über 2,5 Millionen US-Dollar erspielt und gewann 2021 einen Titel bei der World Championship of Online Poker, 2018 und 2021 je ein Event der Spring Championship of Online Poker sowie 2020 eines der European Poker Tour Online. Bei GGPoker nutzt er seinen echten Namen und spielte dort ehemals als GTOwannabe, wobei er Turniergewinne von mehr als 3 Millionen US-Dollar auf diesem Pokerraum aufweisen kann. Mitte Oktober 2021 stand er auf dem zweiten Platz des PokerStake-Rankings, das die erfolgreichsten Onlinepoker-Turnierspieler weltweit listet.
Seine erste Geldplatzierung bei einem Live-Pokerturnier erzielte der Deutsche im August 2017 im King’s Resort in Rozvadov. An gleicher Stelle belegte er im Februar 2018 den mit 42.000 Euro dotierten sechsten Rang beim Auftaktturnier der partypoker Millions Germany. Im Juni 2018 war Smiljkovic erstmals bei der World Series of Poker im Rio All-Suite Hotel and Casino in Paradise am Las Vegas Strip erfolgreich und kam bei fünf Turnieren der Variante No Limit Hold’em in die Geldränge. Während der COVID-19-Pandemie erreichte er u. a. beim GG Spring Festival auf der Plattform GGPoker im April 2021 einen Finaltisch und erhielt für seinen vierten Rang rund 160.000 US-Dollar. Ebenfalls bei GGPoker setzte sich der Deutsche Mitte August 2021 bei der 6-Handed No Limit Hold’em Championship der World Series of Poker Online durch und sicherte sich den Hauptpreis von über 420.000 US-Dollar sowie ein Bracelet. Im März 2023 erzielte er bei der Triton Poker Series in Hội An zwei Geldplatzierungen. Dabei belegte er den dritten Platz im Main Event und sicherte sich sein bislang höchstes Preisgeld von knapp 1,5 Millionen US-Dollar. Bei der mittlerweile im Horseshoe Las Vegas und Paris Las Vegas ausgespielten WSOP 2023 belegte Smiljkovic beim finalen 50.000 US-Dollar teuren High Roller den mit mehr als 710.000 US-Dollar dotierten vierten Platz. Im Dezember 2023 wurde er bei der GGMillion$ High Roller Championship der erstmals ausgetragenen World Series of Poker Paradise auf den Bahamas Dritter und erhielt knapp 1,2 Millionen US-Dollar.
Insgesamt hat sich Smiljkovic mit Poker bei Live-Turnieren mindestens 4 Millionen US-Dollar erspielt.